# Exécution du Major Général Franz Krech
Pendant la résistance en Grèce durant la Seconde Guerre mondiale
L'exécution du Major Général Franz Krech est une opération militaire qui a lieu le 27 avril 1944, conduite par un peloton de l'Armée populaire de libération nationale grecque (ELAS), pendant l'occupation allemande de la Grèce, au cours de la Seconde Guerre mondiale. Elle entraîne de dures représailles de la part des forces d'occupation et contribue à la déclaration du Péloponnèse comme zone de combat. 

## Opération
Un peloton du 8e régiment de l'ELAS, de Laconie, sous les ordres du sous-lieutenant de carrière Manólis Stathákis,, tend une embuscade au général de division allemand Franz Krech (en), commandant de la 41e division d'infanterie allemande, dans la région de Laconie, le 27 avril 1944. 
Il résulte de l'attaque, la mort de Krech et de quatre membres de son escorte. La veille, le major général allemand Heinrich Kreipe était enlevé par des agents britanniques et grecs, en Crète. 
L'OSS américain et le SOE britannique, avec la collaboration du Front de libération nationale grec (EAM), diffusent l'information, pour des raisons de propagande (Opération Hemlock) mais aussi pour éviter des représailles, que le Général de division Krech avait été exécuté par la Gestapo, en tant que dissident et qu'il avait rendu publique une fausse lettre appelant les soldats allemands à déserter. Elle rapporte également que Krech, avec Kreipe, participerait à un mouvement anti-hitlérien, appelé mouvement Free German.

## Conséquences
Le 1er mai, les Allemands exécutent 200 personnes (dont la majorité sont des prisonniers communistes) à Kaisariani. Selon les excuses présentées par Hellmuth Felmy, lors des procès de Nuremberg, le chef des bataillons de sécurité collaborationnistes du Péloponnèse, le colonel Dionysios Papadongonas, qui était ami avec Krech, a ordonné de sa propre initiative l'exécution de 100 autres membres ou membres présumés de la Résistance.
Dans le même temps, les Allemands en tuent 25 autres à Athènes. Au total, au moins 325 personnes ont été exécutées, et d'autres exécutions ont suivi dans le sillage de la marche de la 117e division Jäger de Moláoi à Sparte. Hellmuth Felmy justifie le nombre de ces exécutions par le statut de Krech, en tant que commandant de division. Les ordres de représailles sont donnés par le commandant militaire supérieur du Péloponnèse, le général de division Karl von Le Suire. 
En mai, la région du Péloponnèse est déclarée zone opérationnelle, c'est-à-dire zone de guerre,. Krech est promu, à titre posthume, lieutenant général (Generalleutnant) par Hitler et enterré à Athènes.

## Source de la traduction
- (en) Cet article est partiellement ou en totalité issu de l’article de Wikipédia en anglais intitulé « Execution of Major General Franz Krech » (voir la liste des auteurs).